# Johann Heinrich von Grape
Johann Heinrich von Grape (* 1696; † nach 1758) war ein preußischer Offizier und Regimentschef sowie Erbherr auf Carwitz.

## Leben
Er war Angehöriger des pommerschen Adelsgeschlechts von Grape. Seine Eltern waren Siegmund von Grape (1650–1729) und dessen Ehefrau Barbara Katharina von Wobeser.
Bereits 1708 trat er in preußische Dienste und kam zu Regiment „von Loeben“. Dort wurde er 1718 Fähnrich. Danach wechselte er in das Regiment „Golz“. Dort wurde er 1732 Kapitän. Im März 1740 wurde er noch zweiter Hauptmann, aber schon am 27. Juni 1740 wurde er in das neuerrichtete Regiment „Prinz Heinrich“ versetzt. Am 22. März 1743 wurde er zum Oberst befördert. Am 7. Januar 1746 wechselte er als Oberst und Chef zum Garnisonregiment No. IV, das er bis Dezember 1758 führte. Er nahm noch am Beginn des Siebenjährigen Krieges am Feldzug der Armee des Prinzen Heinrich teil. Der Prinz ernannte den Oberst zum Kommandanten der Festung Sonnenstein bei Pirna, zog sich aber selbst in Richtung Dresden vor den anrückenden Österreichern zurück. Die Festung musste am 5. September 1758 kapitulieren.
Wenig später suchte er um seine Entlassung nach und ist kurz danach verstorben. Er war mit Louise Tugendreich Amalia von Sack aus dem Hause Blankenfelde verheiratet. Aus der Ehe ging u. a. der Sohn Jakob Ludwig von Grape (1735–1811) hervor, der später Kammerpräsident in Posen war.